# Jean-Lambert Tallien
Jean-Lambert Tallien (Parigi, 23 gennaio 1767 – Parigi, 16 novembre 1820) è stato un politico, rivoluzionario e militare francese.
Acceso rivoluzionario giacobino, rappresentante in missione, votò per la condanna a morte di Luigi XVI e partecipò alle guerre rivoluzionarie francesi. In seguito si unì al colpo di Stato del 9 termidoro che rovesciò Robespierre, instaurando un governo moderato che aprì la strada al Direttorio, onde salvare la donna con cui conviveva da tempo, l'ex filo-girondina Teresa Cabarrus (poi detta Madame Tallien), nota, per aver salvato diverse persone dalla ghigliottina, come Notre-Dame du Thermidor. In seguito il matrimonio entrò in crisi a causa dei massacri di cui Tallien si era macchiato nel periodo 1792-1795. Fu riabilitato da Napoleone, e si salvò nel 1816 dell'esilio per i regicidi decretato da Luigi XVIII a causa delle sue pessime condizioni di salute.

## Biografia
Figlio di un maggiordomo del Conte di Bercy, si impiega inizialmente presso un avvocato. Sostenitore della Rivoluzione fin dalla prima ora, partecipa alle agitazioni di piazza di Parigi. Abbandonato l'impiego presso lo studio legale, inizia a lavorare presso la tipografia del Moniteur e organizza una società di fratellanza al Faubourg Saint-Antoine. Successivamente inizia un'attività editoriale in proprio, pubblicando un giornale murale dal nome L'Ami des citoyens, journal fraternel.
Dopo l'arresto di Luigi XVI a Varennes, durante la sua fuga, ne chiede la destituzione e diviene uno degli esponenti più in vista della cosiddetta Section des Lombards; il 15 aprile 1792 organizza una Festa della Libertà insieme a Jean-Marie Collot d'Herbois.
il 10 agosto 1792 partecipa all'assedio del Palazzo delle Tuileries, sostenuto dal governo rivoluzionario della Comune di Parigi, nel quale otterrà la carica di segretario. Nel settembre successivo, appoggia il massacro compiuto nelle carceri di Parigi e anzi, il 3 settembre, invia una circolare in tutte le province nella quale invita a fare lo stesso anche là. Alla fine di settembre si dimette dalla sua carica e si presenta a Parigi per le elezioni alla Convenzione Nazionale, ma la sua candidatura viene fortemente osteggiata da Jean-Paul Marat, che lo definisce un cupido intrigante in cerca di un posto; di fronte a questa opposizione Tallien ripiega ma si presenta nel dipartimento di Seine-et-Oise, venendo eletto.
Alla Convenzione Tallien siede tra i banchi dei Montagnardi, in opposizione ai Girondini, che avevano attaccato la "Commune di Parigi". Dopo aver partecipato ai moti che avevano portato alla caduta e all'arresto dei Girondini all'inizio del Regime del Terrore, il 23 settembre 1793 viene inviato con Claude-Alexandre Ysabeau a Bordeaux, come rappresentante in missione, per reprimervi i moti di stampo federalista. Qui tuttavia viene sedotto da Thérèse Cabarrus, ex moglie di un federalista, arrestata come sospetta; la fa quindi liberare e inizia a vivere con lei in un lusso sfrenato e proteggendo altri sospetti. Diventa anche molto ricco vendendo falsi certificat de civisme a girondini o nobili perseguitati. Le esecuzioni a Bordeaux crollano vertiginosamente. Di fronte a questo voltafaccia, le autorità rivoluzionarie locali lo accusano di moderatismo e corruzione ma egli reagisce facendoli arrestare; tuttavia Jullien de la Drôme, agente del Comitato di salute pubblica in missione nella zona, al suo ritorno a Parigi lo denuncia.
Sentendosi minacciato, torna a Parigi per giustificarsi, riuscendo a convincere la Convenzione della bontà del suo ardore rivoluzionario, riuscendo addirittura ad essere eletto presidente dell'assemblea il 24 marzo 1794. 

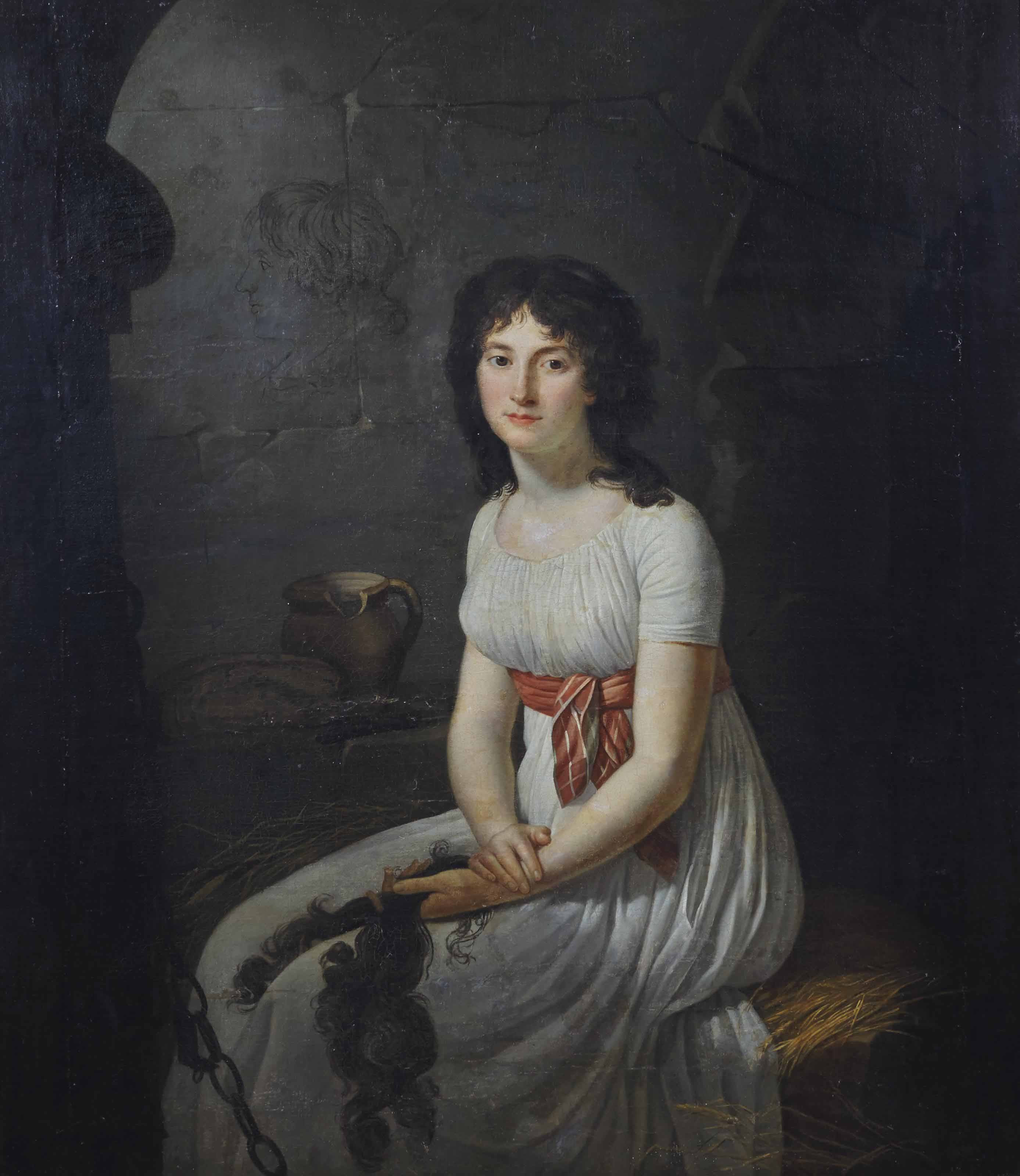
La Cittadina Tallien (Teresa Cabarrus) in una cella nella prigione di La Force, di Jean-Louis Laneuville, 1796

Sempre in questo periodo, assiste al processo di alcuni rappresentati dell'ormai decaduto Club dei Cordiglieri, sia Hébertisti a marzo, che Indulgenti ritenuti "Moderati", condannati alla ghigliottina il 5 aprile 1794, lo stesso giorno in cui Tallien si dimette da Presidente della Convenzione; decisione presa da Tallien probabilmente per protesta o forse ancora per evitare eventuali responsabilità sulla condanna di deputati politici come Camille Desmoulins e il leader dei cordiglieri Georges Jacques Danton.
Viene raggiunto da Thérèse già nel 1793, rendendo pubblica la relazione ad una festa del culto della Ragione; lei è tuttavia nuovamente arrestata per ordine del Comitato di salute pubblica l'anno dopo; questo fatto, e un biglietto offensivo mandatogli dalla donna in procinto di essere condannata alla ghigliottina ("muoio per appartenere a un vile"), portano Tallien ad entrare nella congiura contro Robespierre il 27 luglio 1794, utilizzando la sua posizione di presidente alla Convenzione per togliere la parola a Saint-Just e per impedire di parlare allo stesso Robespierre, sguainando anche un pugnale e aizzando molti deputati definendolo "nuovo Cromwell", ossia un rivoluzionario divenuto dittatore. 

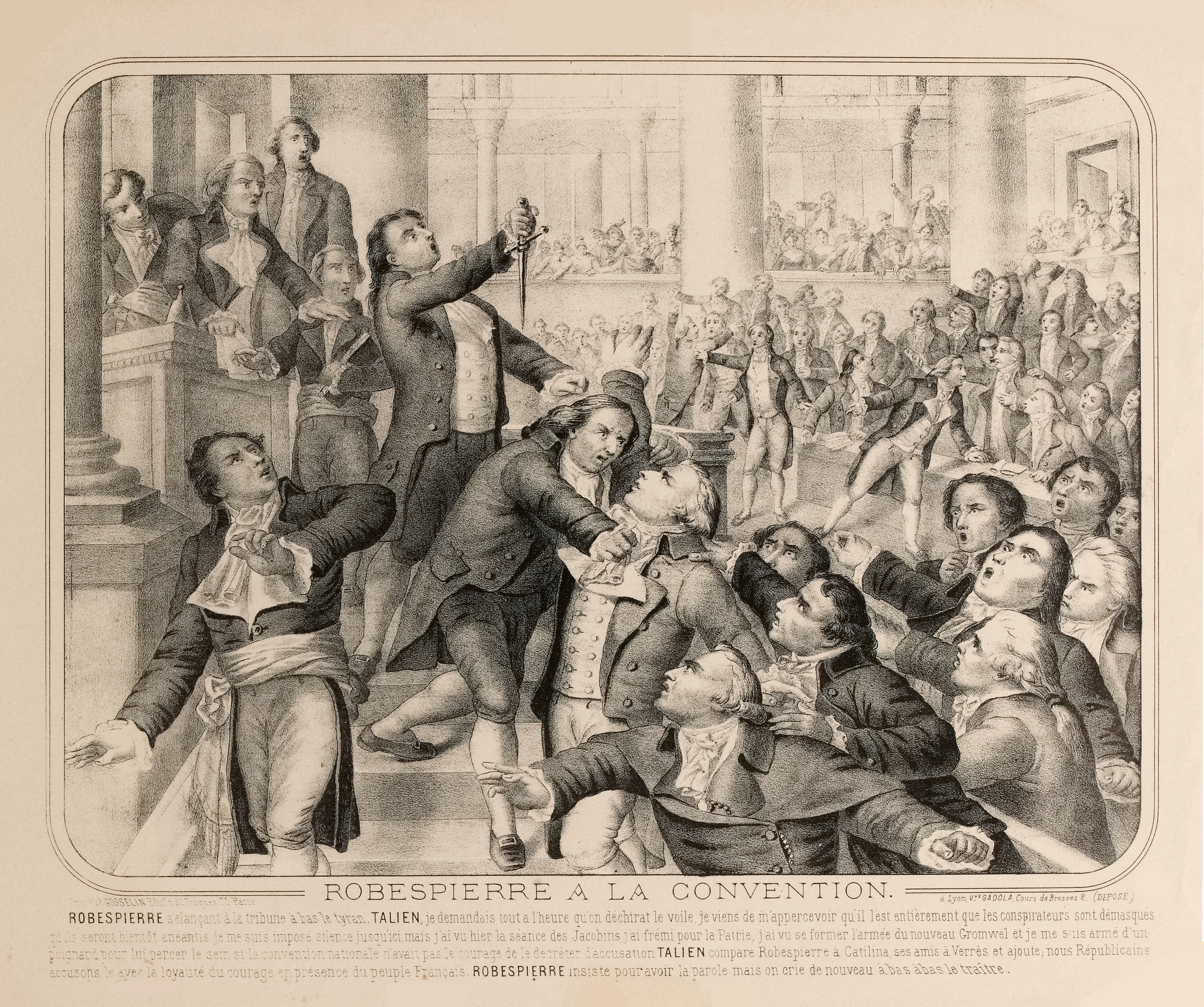
Jean-Lambert Tallien minaccia con un pugnale Maximilien de Robespierre, durante la seduta del 9 Termidoro.

Dopo la caduta di Robespierre, Tallien diviene una figura importante della reazione termidoriana e del Terrore bianco, con l'aiuto di Thérèse, che sposa il 26 dicembre 1794, ma Pierre Joseph Cambon e Laurent Lecointre lo denunciano come sostenitore del Terrore. Tallien riesce a salvarsi chiedendo la testa di Jacques Nicolas Billaud-Varenne, Bertrand Barère e Jean-Marie Collot d'Herbois, che vengono condannati alla deportazione; rilancia quindi L'Ami des citoyens, attaccando i Giacobini, fa chiudere il Circolo dei Giacobini il 24 dicembre 1794 (organizzando una spedizione di Moscardini assieme a Stanislas Fréron, un ex dantonista) e spinge per sopprimere il Tribunale rivoluzionario, risultato ottenuto il 31 maggio 1795.
Con l'istituzione del Direttorio, l'influenza politica di Tallien inizia a declinare, sebbene rimanga un membro del Consiglio dei Cinquecento. Screditato agli occhi dei Montagnardi superstiti, che lo considerano un rinnegato, e a quelli della destra, che gli rimproverano il suo passato favorevole al Regime del Terrore, viene abbandonato anche dalla moglie per il Direttore Paul Barras e poi per il finanziere Gabriel Ouvrard. Teresa difatti non perdonò mai a Tallien i massacri di settembre del 1792, dei quali il marito era uno dei responsabili e, dopo la strage a Quiberon, in Vandea (luglio 1795), dove Tallien, inviato dal Direttorio sul posto, fece fucilare 4.245 prigionieri realisti fra vandeani ed emigrati, Teresa vide con disgusto l'uomo che le stava a fianco. Dirà ad un'amica: «Troppo sangue nelle mani di quest'uomo, non sono mai stata tanto disgustata da lui».
Comunque, presentato a Napoleone, viene da questi aggregato alla spedizione in Egitto e, dopo la presa del Cairo, Tallien si occupa dell'edizione del giornale ufficiale, Décade égyptienne.
Rimandato in Francia dal generale Jacques François Menou, divenuto nel frattempo comandante in capo dell'Armata egiziana nel 1800, viene catturato dagli inglesi durante la navigazione e condotto a Londra: qui viene comunque ben accolto dai Whig e incontra Charles James Fox.
Al ritorno in Francia, nel 1802, Tallien si ritrova senza moglie (che ha ottenuto il divorzio) e senza impiego.
Per intercessione di Fouché e Talleyrand, viene nominato console ad Alicante, ma vi rimane soltanto per quattro mesi: colpito dalla febbre gialla, perde l'uso di un occhio, e probabilmente viene contagiato dalla lebbra. Tornato a Parigi, riesce ad avere una modesta pensione, che gli verrà confermata anche dopo il ritorno dei Borboni (nonostante la sua adesione ai cento giorni di Napoleone nel 1815, come dimostrò la sua firma di adesione all'Atto addizionale dell'Impero), vivendo in povertà. A causa della sua cattiva salute, viene salvato dall'esilio decretato per i regicidi nel 1816 (unico assieme a Paul Barras), con l'aiuto di Élie Decazes; morì di lebbra a 53 anni il 16 novembre 1820. È sepolto nel cimitero del Père Lachaise.

## Filmografia su Tallien
- Madame Tallien (1911)
- La rosa bianca di Tallien (Madame Tallien, 1989), film TV parte della serie Il corpo di Marianna - Storie d'amore nella Rivoluzione Francese